# Nutopia

Le drapeau blanc de Nutopia

Nutopia est un pays conceptuel, souvent considéré comme une micronation, fondé par John Lennon et Yoko Ono. Il s'agissait en partie de répondre d'une façon satirique aux problèmes de visas du chanteur. Il n'y a pas d'État souverain et aucune naturalisation enregistrée.
Le nom est une contraction de « New », nouveau, et « Utopia ».

## Histoire
Le 1er avril 1973, John Lennon et Yoko Ono annoncent la création de Nutopia lors d'une conférence de presse à New York.
Ils s'en disent les ambassadeurs et cherchent l'immunité diplomatique pour mettre fin aux problèmes d'immigration de Lennon, alors que le couple essaie de s'installer aux États-Unis. John Lennon évoque ce pays imaginaire, issu des idéaux de sa chanson Imagine, en faisant une déclaration « officielle ».
Sur son disque Mind Games, publié en 1973, une piste de trois secondes de silence, à la fin de la face 1, est intitulée Nutopian International Anthem. La « déclaration nationale » de ce « pays » est imprimée sur la pochette du disque : « Nous annonçons la naissance d'un pays conceptuel, NUTOPIA. La citoyenneté du pays peut être obtenue par la déclaration de votre connaissance de NUTOPIA. NUTOPIA n'a pas de territoire, pas de frontières, pas de passeport, uniquement des habitants. NUTOPIA n'a pas d'autres lois que les lois cosmiques. Tous les citoyens de NUTOPIA sont les ambassadeurs du pays. En tant que deux ambassadeurs de NUTOPIA, nous demandons l'immunité diplomatique et la reconnaissance de la part des Nations Unies de notre pays et de ses habitants. »
En 2006, un site web pour Nutopia est créé à l'occasion du film documentaire Les U.S.A. contre John Lennon.

## Symboles
Le drapeau de Nutopia est uniquement blanc. En réponse aux critiques, John Lennon et Yoko Ono expliquent que seules la capitulation et le compromis peuvent amener à la paix. Plus tard, U2 arbore le drapeau de Nutopia au moment des chansons politiques lors de concerts pour son troisième album, War ; on le retrouve ainsi dans le film du concert Under a Blood Red Sky.
Le sceau de Nutopia est un pinnipède, (jeu de mots avec l'homonymie du mot anglais « seal » désignant soit un sceau, soit un phoque – pouvant du reste renvoyer au morse de la chanson I Am the Walrus).
Une plaque portant la mention de « Nutopian Embassy » est posée sur le domicile du couple dans le Dakota Building à New York.